# Georg Pick (Jurist)
Georg Pick (* 8. Dezember 1869 in Landsberg; † 25. Februar 1929) war ein deutscher Reichsgerichtsrat.

## Leben
Dreikönig 1891 wurde er auf den preußischen Landesherrn vereidigt. 1902 wurde er Amtsrichter und 1909 Landrichter und Landgerichtsrat. 1920 wurde er zum Kammergerichtsrat ernannt. Juli 1927 kam er an das Reichsgericht. Er war im V. Zivilsenat des Reichsgerichts tätig. 13 Monate (August 1928) später trat er in den Ruhestand.

## Familie
Der Pathologe Ludwig Pick war sein älterer Bruder.

## Werke (Auswahl)
- (Zusammen mit Eduard Heilfron): Lehrbuch des bürgerlichen Rechts auf der Grundlage des Bürgerlichen Gesetzbuchs, Berlin 1907, MPIER-Digitalisat.
- „Der Entwurf eines Arbeitsgerichtsgesetzes im Reichsrat“, Juristische Rundschau 1926, S. 235–243.

## Quelle
- Adolf Lobe: "Fünfzig Jahre Reichsgericht am 1. Oktober 1929", Berlin 1929, S. 388.

| Personendaten    | Personendaten               |
| ---------------- | --------------------------- |
| NAME             | Pick, Georg                 |
| KURZBESCHREIBUNG | deutscher Reichsgerichtsrat |
| GEBURTSDATUM     | 8. Dezember 1869            |
| GEBURTSORT       | Landsberg                   |
| STERBEDATUM      | 25. Februar 1929            |